# بروتين مرتبط بالأنيبيب الدقيق
البروتينات المرتبطة بالأنيبيب الدقيق (MAPs) هي عائلة متنوعة من البروتينات القابلة للفسفرة في العادة، وتتواجد في المنطقة المحيطة بالمريكز [الإنجليزية] وفي العصارة الخلوية، وتعمل على تنظيم تكون الأنيبيات الدقيقة عبر تعزيز استقرارها وعدم استقرارها.

## الوظيفة
ترتبط البروتينات المرتبطة بالأنيبيب الدقيق بالوحدات الفرعية لتوبولين التي تكون الأنيبيبات الدقيقة وتنظم استقرارها. حُددت مجموعة متنوعة من بروتينات ماب في مختلف أنواع الخلايا ووُجِد أنها تقوم بمجوعة متعددة من الوظائف منها تعزيز استقرار وعدم استقرار الأنيبيبات الدقيقة، توجيه الأنيبيبات الدقيقة نحو مناطق خلوية محددة، الوصل التصالبي للأنيبيات الدقيقة وتوسط تآثرات الأنيبيات الدقيقة مع بروتينات أخرى في الخلية.
داخل الخلية، ترتبط بروتينات ماب مباشرة مع مثنويات التوبولين الخاصة بالأنيبيبات الدقيقة. يمكن أن يحدث هذا الارتباط مع توبولين مبلمر أو مزال البلمرة، وفي معظم الحالات يؤدي ذلك إلى استقرار بنية الأنيبيب الدقيق، وهو ما يشجع على المزيد من البلمرة. عادة، نطاق النهاية الكربوكسيلية لبروتين ماب هو الذي يتآثر مع التوبولين في حين يمكن لنطاق النهاية الآمينية الارتباط بالحويصلات الخلوية أو الخيوط المتوسطة أو أنيبيبات دقيقة أخرى. يُنظَّم ارتباط ماب بالأنيبيب الدقيق عبر فسفرة ماب، ويتم هذا من خلال وظيفة بروتين الكيناز المنظم لألفة الأنيبيب [الإنجليزية](مارك، MARK). تسبب فسفرة ماب بواسطة مارك انفصال ماب عن الأنيبيبات المرتبطة به. يصاحب هذا الارتباط عادة عدم استقرار الأنيبيب الدقيق ويتسبب في انهياره. بهذه الطريقة تُنظم استقرارية الأنيبيبات الدقيقة بواسطة بروتينات ماب داخل الخلية من خلال عملية الفسفرة.